# San Gavino Monreale
Pour les articles homonymes, voir San Gavino et Monreale (homonymie).
San Gavino Monreale est une commune d'environ 8 700 habitants située dans la province du Sud-Sardaigne, dans la région Sardaigne.

## Administration
| Période                                  | Période  | Identité        | Étiquette       | Qualité |
| ---------------------------------------- | -------- | --------------- | --------------- | ------- |
| 10 mai 2005                              | En cours | Stefano Musanti | Centro-Sinistra |         |
| Les données manquantes sont à compléter. |          |                 |                 |         |

## Communes limitrophes
Gonnosfanadiga, Pabillonis, Sanluri, Sardara, Villacidro

## Évolution démographique
Habitants recensés

## Personnalités
Y sont nés :
- Fabio Aru, coureur cycliste
- Raimondo Inconis, musicien de musique classique et auteur du livre "Le Contrebasson, Histoire et Technique", ER 3008 / (ISMN 979-0-041-83008-7).